# Hans Sattlegger
Hans Sattlegger (* 15. Februar 1873 in Baldramsdorf, Kärnten; † 15. November 1954 ebenda) war ein österreichischer Politiker.

## Leben
Hans Sattlegger besuchte nach der Volks- und Bürgerschule eine Ackerbauschule in Klagenfurt am Wörthersee. Danach arbeitete er als Landwirt im Baldramsdorfer Ortsteil Unterhaus. 1903 heiratete er und übernahm im selben Jahr den elterlichen Hof mit dem Hausnamen Krendlmar.
1914 wurde Sattlegger zum Bürgermeister von Baldramsdorf gewählt; er war es bis 1920. Er engagierte sich beim Kärntner Bauernbund, der Teil des Landbundes für Österreich wurde. Ab 1931 war für einige Jahre Obmann des Kärntner Landesorganisation des Landbundes.
Von 1919 bis 1934 saß er für den Bauernbund bzw. den Landbund im Kärntner Landtag, in der Zeit von 1927 bis 1934 fungierte er als Zweiter Landtagspräsident. Von April bis Juli 1934 war er auch kurzzeitig Landeshauptmann-Stellvertreter.
Im Jänner 1931 wurde er als Mitglied des Bundesrats in Wien vereidigt. Der zweiten österreichischen Parlamentskammer gehörte Sattlegger jedoch nur etwas mehr als ein Jahr, bis Februar 1932 an.
Sattlegger hatte sechs Kinder.

## Belege
1. ↑  Matricula Online – Baldramsdorf, Geburtsbuch 1859–1886, Seite 84, Eintrag Nr. 6, 2. Zeile
2. 1 2  Doppeltes Jubiläum beim „Krendlmar“. In: Alpenländische Rundschau, 20. Februar 1943, S. 5 (online bei ANNO).
3. ↑  Kärntner Bauernbund. In: Freie Stimmen. Deutsche Kärntner Landes-Zeitung, 8. Mai 1919, S. 3 (online bei ANNO).
4. ↑  60. Geburtstag. In: Freie Stimmen. Deutsche Kärntner Landeszeitung, 18. Februar 1933, S. 3 (online bei ANNO).
5. ↑  Zusammensetzung der Landesregierung. In: Freie Stimmen. Deutsche Kärntner Landeszeitung, 7. April 1934, S. 1 (online bei ANNO).
6. ↑  Personalnachrichten. In: Salzburger Volksblatt, 1. August 1934, S. 7 (online bei ANNO).

| Personendaten    | Personendaten                                                                         |
| ---------------- | ------------------------------------------------------------------------------------- |
| NAME             | Sattlegger, Hans                                                                      |
| KURZBESCHREIBUNG | österreichischer Politiker (Landbund), Landtagsabgeordneter, Mitglied des Bundesrates |
| GEBURTSDATUM     | 15. Februar 1873                                                                      |
| GEBURTSORT       | Baldramsdorf, Kärnten                                                                 |
| STERBEDATUM      | 15. November 1954                                                                     |
| STERBEORT        | Baldramsdorf, Kärnten                                                                 |